# Волим (приток Вишерки)
Волим — река в России, протекает в Пермском крае.

## Описание
Протекает в северной части Чердынского района Пермского края. Течёт преимущественно в южном направлении. Устье реки находится в 17 км по левому берегу реки Вишерка. Длина реки составляет 15 км. Приток — Малый Волим (правый).

## Данные водного реестра
По данным государственного водного реестра России относится к Камскому бассейновому округу, водохозяйственный участок реки — Кама от водомерного поста у села Бондюг до города Березники, речной подбассейн реки — бассейны притоков Камы до впадения Белой. Речной бассейн реки — Кама.
Код объекта в государственном водном реестре — 10010100212111100006536.